# Geokichla
Geokichla là một chi chim trong họ Turdidae.

## Hình ảnh

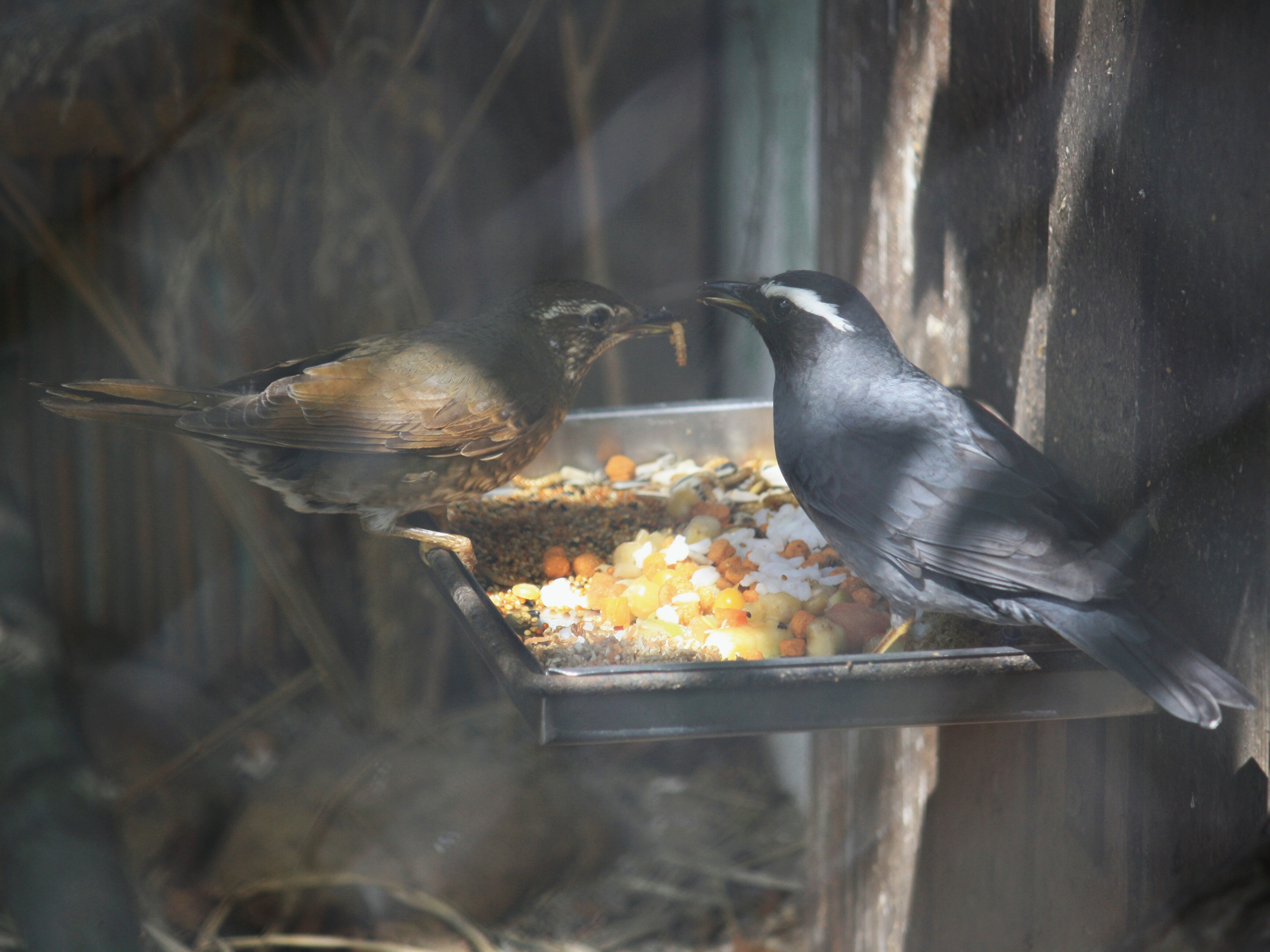
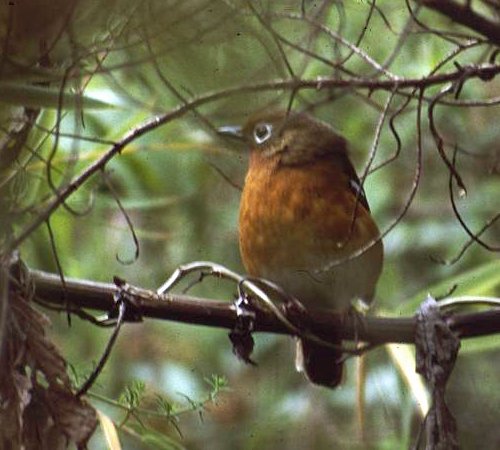